# Газовик-Хуртовина
ФОК «Газовик-Хуртовина» — украинский любительский футбольный клуб, представляющий город Комарно (Львовская область). В настоящее время выступает в чемпионате Львовской области. С 1992 по 2001 года под названием «Газовик» выступала во второй лиге чемпионата Украины. Теперь команда носит название «Хуртовина».

## Прежние названия
- 1925—1939: «Хуртовина»
- н/д —2001: «Газовик»
- 2004— н. в.: «Газовик-Хуртовина»

## История
Футбольная команда в Комарно была известна ещё в 30-х годах 20-го века. До 1939 года команда под названием «Хуртовина» выступала в чемпионате Польши. В советский период истории, команда под названием «Газовик» выступала на любительском уровне в чемпионате Львовской области. Наивысшим достижением команды является звание чемпиона области 1990 года.
С обретением Украиной независимости в первом чемпионате «Газовик» стартовал в третьей лиге. С первой попытки команда заняла второе место в своей группе с отставанием от первого в одно очко. Следующий сезон «Газовик» провёл уже во второй лиге, где занял 7-е место и закрепился на 8 следующих сезонов.
В 2001 году команда переехала в Стрый, где объединилась с местным клубом «Газодобытчик-Скала» под новым названием «Газовик-Скала» (Стрый). Эта команда заняла место «Газовика» во второй лиге. Команда в Комарно на несколько лет прекратила существование. В 2004 году была возрождена под именем «Газовик-Хуртовина» для участия в чемпионате области.
В 2008 году юношеская команда «Газовик-Хуртовина» стала победителем первенства Львовской области.